# Hoverla Oezjhorod

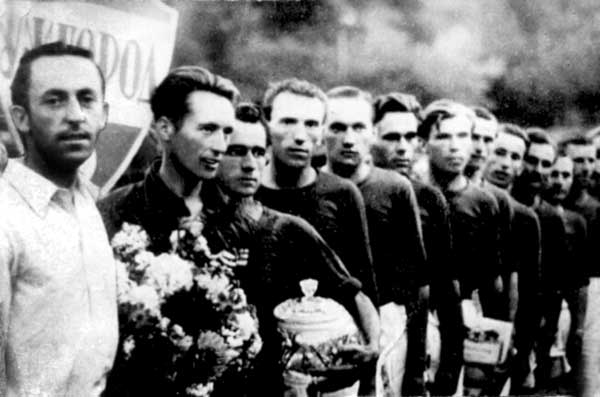
Team van 1946

FK Hoverla Oezjhorod (Oekraïens: «Закарпаття» Ужгород) is een Oekraïense voetbalclub uit Oezjhorod.
De club werd in 1946 opgericht en volgde de in 1938 verdwenen Roetheense club SK Rusj Oezjhorod op.
De club speelde in 2001/02 voor het eerst in de hoogste klasse en werd daar laatste. In 2004/05 keerde de club terug en werd 12de maar degradeerde in 2005/06 opnieuw. Daarna promoveerde en degradeerde de club elk jaar op rij totdat zowel het seizoen 2010/11 als 2011/12 in de Persja Liha werden doorgebracht. Hierna speelde de club tot en met het seizoen 2015/16 in de Vysjtsja Liha waarna de club vanwege betalingsachterstanden uit de competitie genomen werd nadat ze eerder 9 punten in mindering kreeg.

## Historische namen
- 1946: Spartak
- 1961: Verhovyna
- 1971: Hoverla
- 1982: Zakarpattja
- 1997: Verhovyna
- 1999: Zakarpattja
- 2011: Hoverla-Zakarpattja
- 2012: Hoverla

## Erelijst
- Persja Liha: 2004, 2009, 2012
- Droeha Liha: 1999 A

## Bekende (oud-)spelers
- Sendley Sidney Bito
- Otar Martsvaladze
- Nemanja Rnić
- Aleksandar Trišović